# Silicon Valley International
Die Silicon Valley International sind im Badminton offene internationale Meisterschaften der USA. Sie wurden erstmals 2019 ausgetragen.

## Turniergewinner
| Saison    | Herreneinzel      | Dameneinzel       | Herrendoppel               | Damendoppel       | Mixed                        |
| --------- | ----------------- | ----------------- | -------------------------- | ----------------- | ---------------------------- |
| 2019      | Sheng Xiaodong    | Natsuki Nidaira   | Kim Young-hyuk Jung Tae-in | Annie Xu Kerry Xu | Kim Young-hyuk Park Sang-eun |
| 2020 2024 | nicht ausgetragen | nicht ausgetragen | nicht ausgetragen          | nicht ausgetragen | nicht ausgetragen            |